# Mount Bartle Frere
Der Mount Bartle Frere, von den Aborigines Chooreechillum genannt, erreicht eine Höhe von 1622 Meter und ist damit der höchste Berg im australischen Bundesstaat Queensland.
Er liegt 51 Kilometer von Cairns entfernt im Wooroonooran-Nationalpark, südwestlich von Babinda am östlichen Ende der Bellenden Ker Range und bildet die Wasserscheide des Russell River.

## Geschichte
Der Berg wurde durch den britischen Kolonialverwalter und späteren Präsidenten der Royal Geographical Society George Elphinstone Dalrymple 1873 nach Sir Henry Bartle Frere benannt. Bartle Frere war britischer Gouverneur der Cape Colony am Ende des Zulukriegs. Der erste Europäer, der den Gipfel erklomm, war Christie Palmerston im Jahr 1886. 
Der benachbarte Mount Bellenden Ker ist mit 1593 Meter der zweithöchste Berg Queenslands.

## Vegetation
Am Fuß des Berges befindet sich typischer Regenwald. Auf dem Gipfel sind die Temperaturen etwa zehn Grad niedriger als an der Küste. 
Auf einer Höhe von über 1500 Meter wachsen die endemischen Bäume Eucryphia wilkei, ähnliche Pflanzen kommen nur in Tasmanien und Chile vor. Weitere seltene Pflanzen sind Acronychia chooreechillum, Trochocarpa bellendenkerensis, Polyscias bellendenkerensis, Parsonsia bartlensis und Australiens einziger Rhododendron, (Rhododendron lochiae). Ferner wachsen Eidothea zoexylocarya an Berghängen und bilden dort einen wesentlichen Bestandteil des Bewuchses.

## Flugzeugabsturz
Am 21. April 1942 stürzte ein amerikanischer Bomber vom Typ B-25 Mitchell, der sich auf dem Rückflug von einem japanischen Luftkampf von den Philippinen befand, auf den Berg. Dabei kamen alle sieben Mitglieder der Besatzung ums Leben.